# Франклин (окръг, Айдахо)
Вижте пояснителната страница за други населени места с името Франклин.
Окръг Франклин (на английски: Franklin County) е окръг в щата Айдахо, Съединени американски щати. Площ 1731 km² (0,8% от територията на щата, 37-о място). Население – 13 564 души (2017), 0,82% от населението на щата, гъстота 7,8 души/km². Административен център град Престън.
Окръгът е разположен в югоизточната част на щата. На юг граничи с щата Юта, а на запад, северозапад, север и изтак съответно с окръзите: Оунайда, Банък, Карибу и Беър Лейк. Релефът е предимно планински, като в източния му сектор се порстират част от западните склонове на мощния хребет Уосатч с връх Франклин 9484 f (3280 m), а на запад, по границат с окръг Оунайда – източните склонове на хребета Банок (връх Олд Балди пик 8356 f, 2546 m). Между двата хребета, от север на юг протича безотточната река Беър, в долината на която са разположени всички населени места на окръга.
Административен център на окръга и най-голямо селище е град Престън 5204 души (2010 г.).
През окръга от юг на север, в т.ч. през административния център град Престън, на протежение от 22 мили (35,4 km), преминава участък от Междущатско шосе .
Окръгът е основан на 20 януари 1913 г. и е наименуван по името на градчето Франклин (641 души, основано на 14 април 1860 г.), намиращо се на границата с щата Юта, което от своя страна е наименувано в чест на Франклин Ричардс, член на кворума на 12-те апостоли на мормонската църква.